# Redutos da Vila de São Francisco
Os Redutos da Vila de São Francisco localizavam-se à margem esquerda da foz do rio Sergi, na antiga vila de São Francisco, atual cidade (e município) de São Francisco do Conde, no estado da Bahia, no Brasil.

## História
Constituíam-se em quatro redutos de campanha, erguidos no contexto da Guerra da independência do Brasil (1822-1823) pelo comandante do Exército Pacificador de Cachoeira, Coronel Felisberto Gomes Caldeira. Tinham a função de defesa da vila de São Francisco, no Recôncavo baiano, contra as incursões das forças portuguesas, sob o comando do Governador das Armas, Inácio Luís Madeira de Melo, em busca de suprimentos (SOUZA, 1885:98).